# Ропшинское шоссе
Ро́пшинское шоссе́ — шоссе в городе Петергофе Петродворцового района Санкт-Петербурга. Проходит от Санкт-Петербургского шоссе до границы с Ленинградской областью.
Название возникло в XIX веке. Оно связано с тем, что шоссе идет в сторону посёлка Ропша Ломоносовского района Ленинградской области.
Ропшинское шоссе является продолжением аллеи усадьбы Знаменка, которая начинается от центрального ризалита дворца великого князя Николая Николаевича.
Шоссе проходит через исторические районы Дёминский Посёлок и Красные Зори.

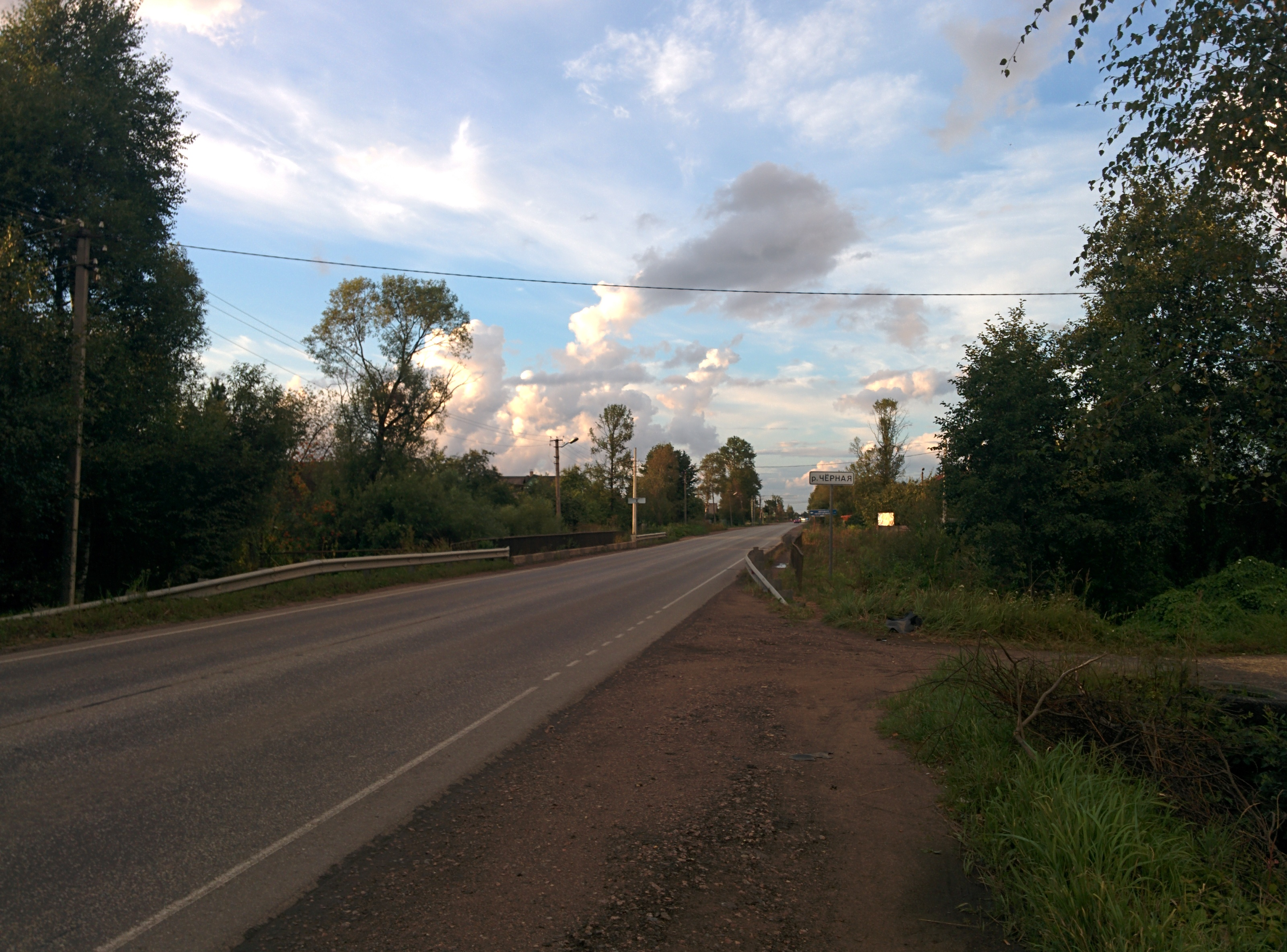
Ропшинское шоссе в Марьино

В Ленинградской области на продолжении этой магистрали находятся деревни Марьино и Велигонты. В районе садоводства «Новая Ропша» (перед мостом через реку Стрелку) под острым углом соединяется с автодорогой Н97 (Стрельна — Кипень, «Стрельнинское шоссе») и проходит в направлении автодороги А180 (E 20) «Нарва».
С осени 2008 года по май 2009 года проводилась реконструкция уличного освещения шоссе в Красных Зорях, которая включала замену столбов и фонарей.
В 2023 году стало известно о планах провести реконструкцию Ропшинского шоссе. На участке от Санкт-Петербургского шоссе до железнодорожного переезда будет построена новая четырехполосная трасса восточнее нынешней. Это решение вызвано необходимостью при расширении дороги сохранить исторически ценные аллейные посадки сосен. Между соснами и новой трассой появится защитная полоса из шиповника. На месте старой трассы шоссе устроят пешеходно-велосипедную дорожку. На месте переезда будет построен путепровод, который обеспечит развязку с улицей Демьяна Бедного и проектным продолжением улицы Юты Бондановской. Южнее переезда новая трасса шоссе вернется на старую ось. На участке от переезда до границы с Ленинградской области шоссе расширят до четырех полос за счет пристройки двух полос с востока. Вдоль этого участка запланирована аллейная посадка берез.